# Kronborg, Malmö
Kronborg är ett bostadsområde i Västra Innerstaden, Malmö.
Området följer västra sidan av Pildammsparken utmed Roskildevägen. I norr avgränsas området mot Fågelbacken av Kronborgsvägen och Köpenhamsvägen, i väst mot Dammfri av Mariedalsvägen, i syd mot Lorensborg av John Ericsons väg och längst i nordost mot Teatern av Carl Gustafs väg.
Bebyggelsen består i huvudsak av flerfamiljshus från andra halvan av 1940-talet. Det mesta är bostadsrätter, men det finns även en del hyresrätter här. Flertalet hus har 4-6 våningar, förutom ett punkthus med 14 våningar. Här finns generösa gräsytor mellan lamellhus som vänder gavlarna mot Pildammsparken. Bobergsängens siktlinje mot Pildammstornet är värd att notera.
I området ligger flera skolor, bland annat Parkskolan och de fristående skolorna friskolor Bladins internationella skola och till 2017 Humfryskolan, då den skolan var tvungen att läggas ner på grund av för liten skolgård. 4ans Gymnasium fanns kvar i ytterligare något år.
Namn på gator och kvarter har hämtats från Danmark. Kronborg syftar på Kronborgs slott i Helsingör. Delar av denna gamla odlings- och betesmark användes under Baltiska utställningen år 1914 för jordbruksutställningen.
Kronborg angörs (2020) i norr av busslinje 1 med tre hållplatser (Carl Gustafs väg, Själlandstorget, Dammfri), i väst av linje 8 med två hållplatser (Dammfri, Lorensborg) och i syd av linje 3 med en hållplats (Lorensborg). Ingen busstrafik i öst och nordost utmed Roskildevägen och Carl Gustafs väg.

## Kronborgsskrapan
Kronborgsskrapan, ett trettonvåningars punkthus, och dess grannfastigheter ritades av arkitektbyrån Jaenecke & Samuelson som drevs av arkitekterna Fritz Jaenecke och Sten Samuelson, båda med rötter i den tyska expressionismen. Skrapans grannhus har välvda tak för att påminna om en gammaldags järnvägsvagn och har nu smeknamnet Boggievagnen. Fastigheten som byggdes 1963-1964 rymmer 150 lägenheter.
Huset planerades innan bygget för att det skulle finnas banklokal för Malmö sparbank Bikupan och bilutställningslokal för ANA-Motor (Saab) i bottenplanet och den byggnad som förbinder skrapan med Boggievagnen. ANA-Motor öppnade i september 1965. Saab lämnade lokalen efter mindre än två år. I juni 1967 öppnade istället Konsumentföreningen Solidar en Konsumbutik på 700 kvadratmeter där. Den ersatte då fem småbutiker i området. Butiken profilerades om som Fakta den 14 augusti 1991 när den kedjan lanserades brett i Sverige, men blev Konsum igen efter några år. Den var fortfarande aktiv 2023 som en Coop.

## Själlandstorget
I området ligger Själlandstorget som sommartid har en uteservering och ibland erbjuder torghandel i mindre skala. Torget har omnämnts i media som exempel på en allmän plats i Malmö som inte anses speciellt trevlig och därför inte har så många besökare[källa behövs]. En stor del av torget är idag parkeringsplats och gata.

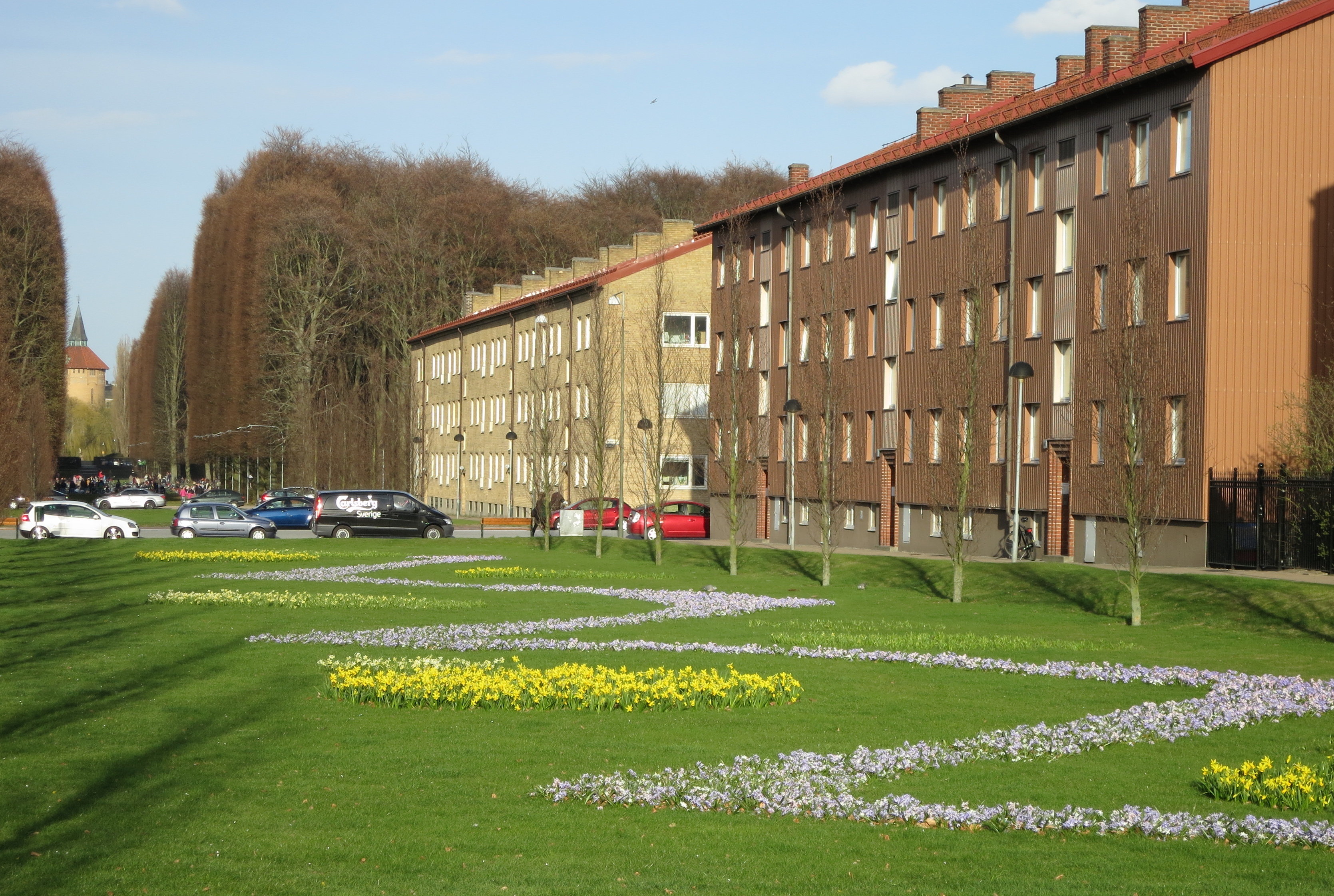
Bobergsängen
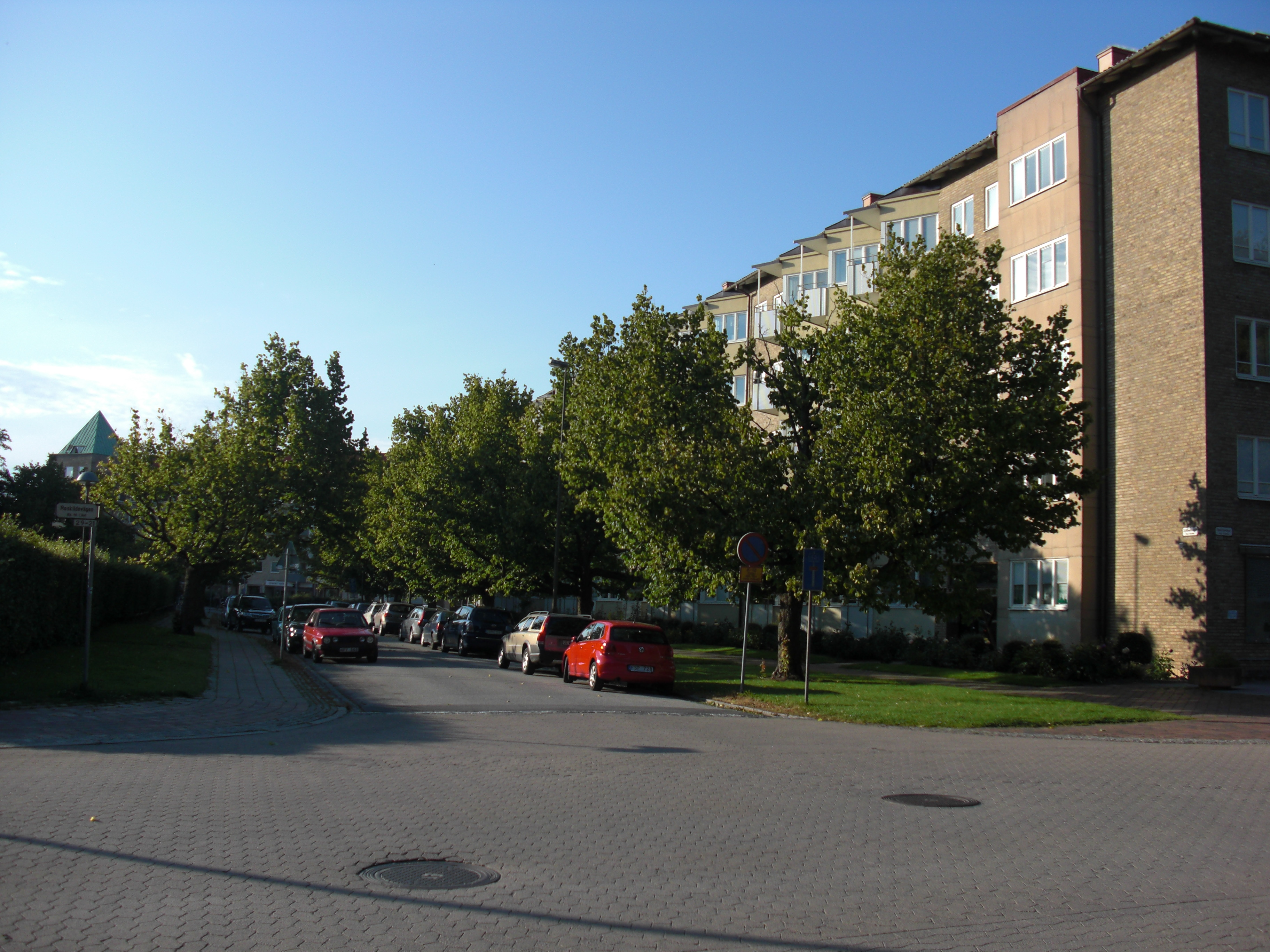
Själlandstorget sett från Pildammsparken